# Claqué

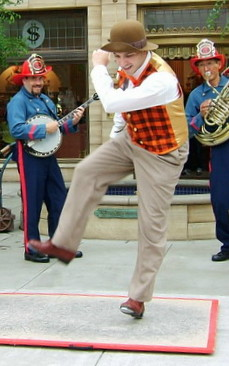
El claqué és fer música com un instrument més. (Tokyo DisneySea, parc temàtic del Japó)

El claqué és una dansa originària dels Estats Units consistent en l'accentuació rítmica d'una peça musical bàsicament picant de peus a terra amb unes normes i gramàtica determinades. Els claquetistes han de dur claquetes de ferro a la sola de les sabates, una al taló i l'altra a la zona dels dits i el coixí dels dits, i el terra ha de ser de fusta. L'objectiu primordial del claqué és musical perquè fa d'instrument de percussió, i no se'n pot dir claqué si no sonen totes les notes que han de sonar. El català ha pres històricament aquest mot del francès claquer, d'origen onomatopeic, que vol dir donar un cop fort com ara el que se sent quan hom tanca una porta de sobte. S'empra també el nom en anglès tap dance, o simplement tap, que significa donar un cop sec.

## Origen i evolució

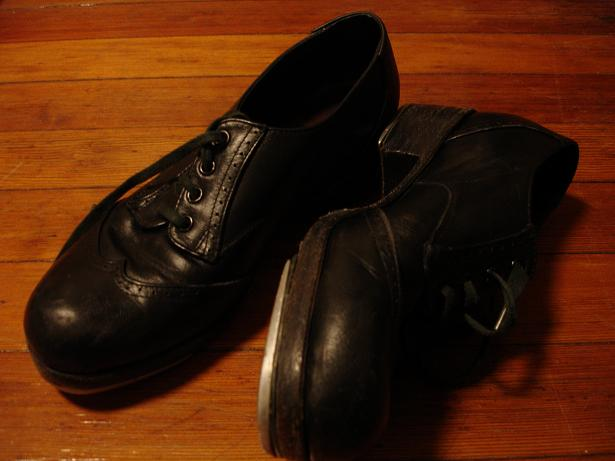
Sabates de cordons a les que hom ha posat claquetes per a fer claqué, actualment les fan servir nois i noies

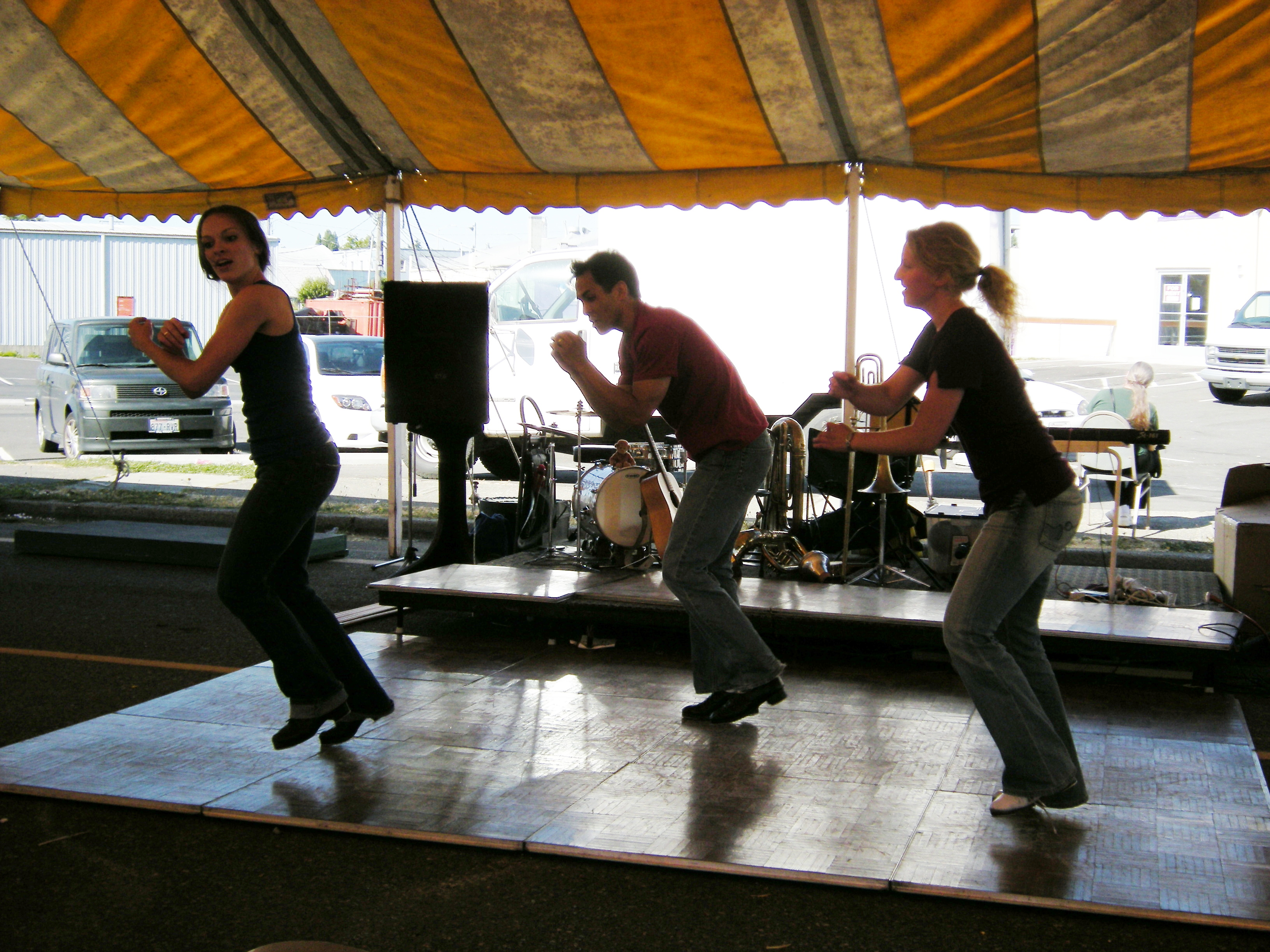
Nois fent claqué (Washington, 2008)

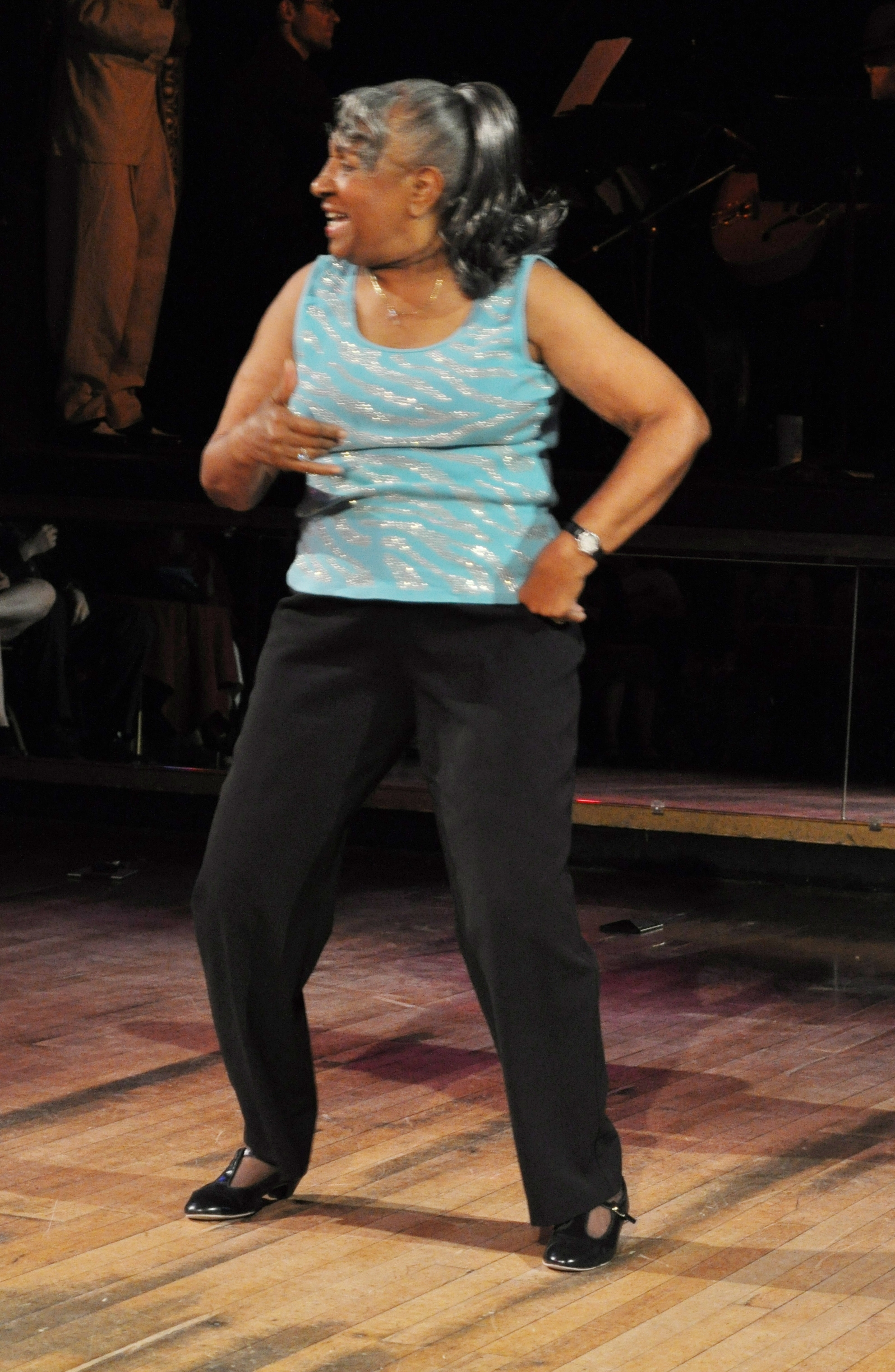
Sugar Sullivan (Masters of Lindy Hop and Tap, Washington 2009)

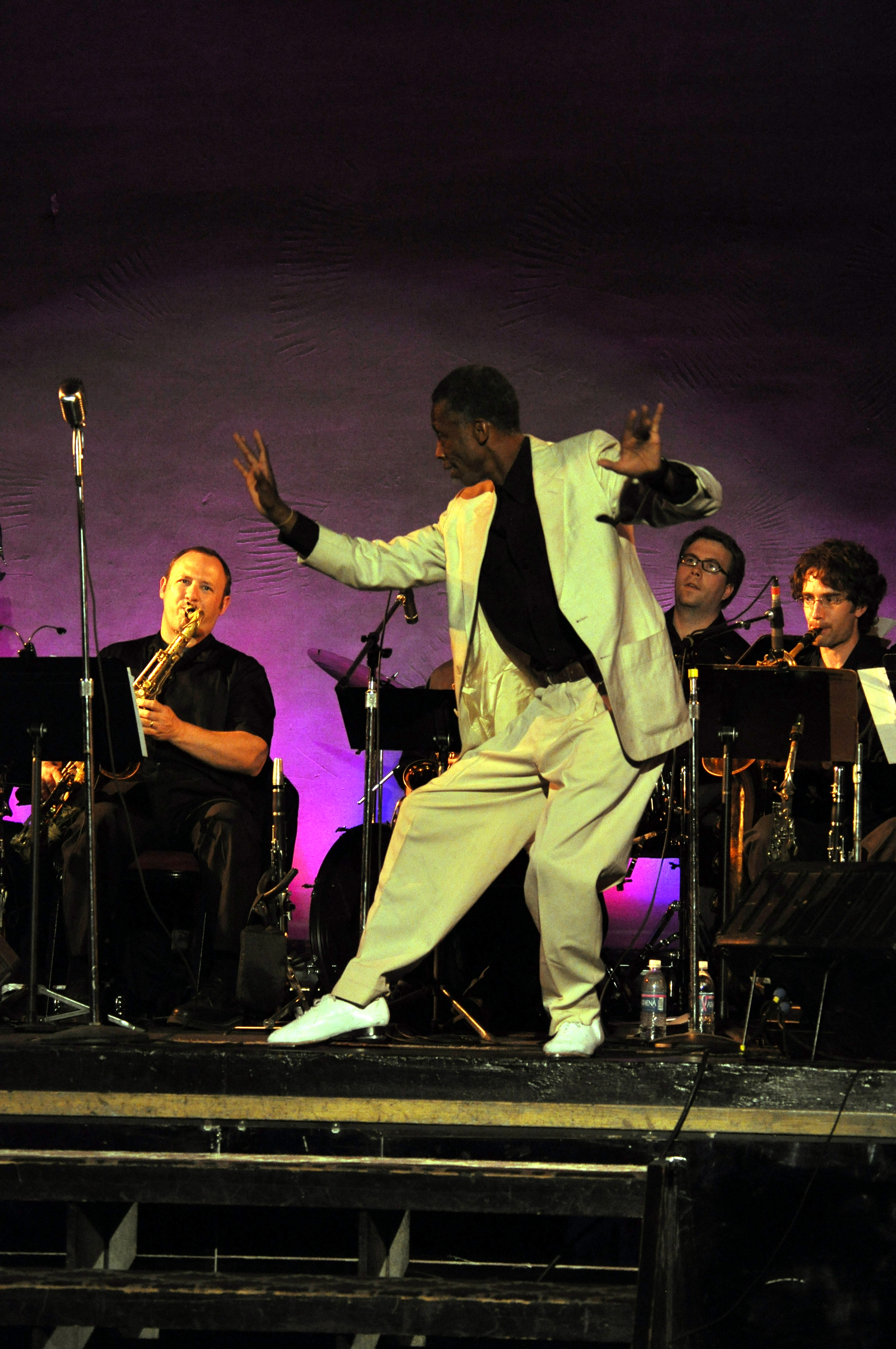
Chester Whitmore (Masters of Lindy Hop and Tap, Washington 2009)

Neix a mitjan segle xix de la barreja de diversos estils de percussió: balls ètnics predominantment africans, anglesos, irlandesos (clog dance) i escocesos. El seu desenvolupament és paral·lel al del jazz i el del musical, però també al del ragtime, el swing, el bebop i les avantguardes musicals i els sons de la Machine Age (cotxes, soroll del metro i dels avions…). En el seu desenvolupament han tingut un paper molt important totes les grans revolucions musicals.
Les dues modalitats de claqué més conegudes són les impartides per l'Escola Anglesa, que empra els cops de taló per indicar el final de les peces, i per l'Escola Americana que utilitza taló i punta.
En l'actualitat el claqué es pot estudiar com a dansa (o alguns el consideren un instrument de percussió) d'una manera més aviat acadèmica i sobretot destinada a espectacles de teatre musical o com a complement a la formació d'actor. A altres llocs, d'entre els quals destaca Barcelona, el claqué es veu com un instrument musical popular, que es pot afegir en una improvisació d'un quartet de jazz (una jam session) per a participar en festes anomenades tap jam, o com a part integrant d'altres espectacles als quals la percussió té un paper fonamental. En aquestes, les dones solen anar vestides amb pantalons i rarament duen sabates de taló, es balla amb diferents estils de música i s'integren noves modalitats, com el claqué sobre sorra (sand dance), que fa un soroll diferent en fregar el peu sobre ella. L'origen d'aquest estil barceloní cal buscar-lo a l'escola d'arts escèniques El Timbal. A més, cal no oblidar certes danses populars gitanes, zínganes i escoceses, angleses i irlandeses, per exemple.

## Elements del claqué
El claqué no és una dansa a l'ús, en el sentit que el seu objectiu principal és fer música, és doncs un instrument de percussió popular, com les castanyoles, la pandereta o els picarols. Els sons es produeixen amb tocs de peu a terra, amb el taló (un taló alt, més estret, sona diferent que un taló pla), la part davantera de la sola, els dos a l'hora o la punta, verticalment. Els tocs en principi cauen sobre el terra paral·lels a ell. També s'inclouen lliscades, palmades amb les mans, palmades de mans amb altres parts de cos, i de vegades sons produïts amb altres elements o instruments. La veu també pot participar.
Alguns dels passos més bàsics són, per exemple, steps, shuffles, flaps, riffs, cramp-rolls, pull-backs, etc. Cal aprendre a seguir un ritme, a saber crear coreografies i a improvisar sobre la marxa, sol o interaccionant amb altres claquetistes o músics que també ho estan fent. L'elegància de moviments també es valora; Fred Astaire es considera encara avui dia el millor en aquest sentit. El sentit rítmic s'estudia a cavall entre les tècniques de dansa i les musicals, ja que cal aprendre a trobar i crear estructures musicals, saber swingar o no fer swings, segons calgui, saber comptar els compassos, subdivisions, pulsacions, etc. L'expressivitat i l'estètica plàstica del claqué no es deixen mai de banda.
El Shim Sham és una cançó o composició per claqué molt coneguda a tot el món i que s'ensenya als estudiants al més aviat possible, de manera que qualsevol músic de claqué pot proposar-ho a un altre, només amb les primeres notes ja el reconeixerà, perquè el balli amb ell. És una mena de salutació i d'oferiment d'amistat. A més, és la peça amb la que acaben les Tap-Jams a Barcelona (a la sala Vivaldi i a La cova del drac), a la qual hi participen tots els presents que volen, singuin professionals o novells, i que es va repetint cada cop més ràpid fins que ja ningú no pot més.

## Ballarins de claqué cèlebres
Alguns ballarins de claqué són Bill Robinson, John W. Bubbles, Fred Astaire, Ginger Rogers, Gene Kelly, Donald O’Connor, William Henry Lane, Brenda Bufalino, Barbara Duffy, Savion Glover, Guillem Alonso, Laia Molins, etc. Gillian Gregory, ballarina i coreògrafa anglesa, va introduir el claqué a Catalunya a partir de les seves classes a l'escola "El Timblal" de Barcelona. Mireia Font, nascuda l'any 1964, quan tenia 12 anys, va ser alumna de Gillian Gregory a l'escola "el Timbal". Va ser Mireia Font qui va donar un gran impuls a la difusió del claqué a Barcelona des de 1980 també des de l'escola "el Timbal". Guillem Alonso, Laia Molins, els germans Méndez, Roser Font, Josep Meléndez, etc. són alumnes seus, que ara donen classes pel seu compte, o en escoles de dansa i teatre musical com ara Memory, Coco Comín, Luthier i altres acadèmies grans i petites, a més de centres cívis d'alguns barris de Barcelona.
Algunes companyies de claqué són Tap Olé, Barcelona Rhythm Tap, Tapeplas, Trakatap, Camut band, etc.

## Espectacles de claqué
Alguns espectacles de claqué són La vida és ritme i Keatoniana, de la Camut Band; Stomp; Riverdance; Lord of the Dance; Billy Elliot; etc.
Alguns festivals anuals dedicats al claqué als Països Catalans són el festival de claqué de Reus, el festival de claqué de Barcelona i el Tap on BCN. El Dia Internacional del Claqué, el 25 de maig, se celebra anualment durant una setmana al Paral·lel i a la sala Luz de Gas de Barcelona.